# Людовик II де Бурбон
Людовик II Добрый (фр. Louis II le Bon; 4 августа 1337 — 19 августа 1410, Монлюсон) — герцог де Бурбон с 1356, граф де Клермон-ан-Бовези 1356—1404, граф де Форе и сеньор де Меркер с 1372 (по браку), сын герцога Пьера I и Изабеллы де Валуа, французский военачальник.

## Биография
Людовик был верным сторонником королей Франции Иоанна II Доброго и Карла V, женатого на его сестре Жанне.
После гибели отца в битве при Пуатье в 1356 году Людовик унаследовал герцогство Бурбон.
В 1359 году он помог осаждённому армией короля Англии Эдуарда III городу Реймс. Вскоре после этого он отправился в Англию в качестве одного из заложников для гарантии уплаты выкупа за короля Франции Иоанна II Доброго, попавшего в плен во время битвы при Пуатье. Во Францию из плена он вернулся только в 1367 году уже после смерти Иоанна II.
В 1368—1370 годах Людовик сражался против англичан в Пуату и Гиени, помогая новому королю Франции Карлу V отвоёвывать захваченные теми земли. Следуя инструкциям Карла V и коннетабля Бертрана дю Геклена, Людовик, не вступая в крупные сражения, с помощью небольших стычек постепенно захватывал крупные крепости в Лимузене, Бретани и Гиени.
Первоначально он взял Ла Рош, Бовуар и Монтеско. В 1369 году Эдмунд Лэнгли, граф Кембридж, и Джон, граф Солсбери, захватили в Бурбонне замок Бель-Перш, где в то время находилась мать Людовика. Через герольда они известили Людовика, что его мать будет вывезена из замка под конвоем, и предложили попробовать её отбить, однако Людовик отказался это делать, чтобы не подвергать жизнь матери опасности, и упрекнул противников в отсутствии рыцарского уважения к даме.
В 1371 году Людовик вместе с Жаном, герцогом Беррийским, осадил и взял Лимож. К 1374 году он захватил практически все крупные крепости в Руэрге, Пуату, Сентоже и Турени. В 1374 году во время похода в Гиень вместе с Людовиком I Анжуйским он отвоевал Ажан и Бигорр, а также захватил Ла-Реоль.
После заключения перемирия между Англией и Францией в 1374 году Людовик смог разгромить банды наёмников в своём герцогстве. Позже он откликнулся на призыв короля Кастилии Энрике II Трастамары и прибыл в Бургос для участия в походе против мавров. Однако, узнав, что поход планируется в Португалию, Людовик отказался в нём участвовать и вернулся.
В 1378 году Карл V послал Людовика в Нормандию для борьбы против короля Наварры Карла II Злого, где он смог захватить большую часть сильных крепостей.
После смерти Карла V в 1380 году Людовик вошёл в регентский совет при малолетнем короле Карле VI, в отличие от других дядь короля (Филиппа II Бургундского, Жана I Беррийского и Людовика I Анжуйского) сохранил должность после прихода к власти мармузетов в 1388 году.
С 1385 года Людовик снова воевал против англичан в Гиени.
В 1390 году Людовик по просьбе Генуэзской республики отправился в Тунис, где участвовал в осаде Карфагена. В 1391 году он предпринял экспедицию на 80 кораблях против разбойничьих государств пиратов в северной Африке. Вскоре после этого Людовик вернулся во Францию.
Несмотря на то, что Людовик входил в регентский совет при Карле VI, он не смог помешать анархии, которая возникла из-за помешательства короля и борьбы за власть между герцогом Бургундии Жаном Бесстрашным и герцогом Орлеанским Людовиком. В итоге он выбрал сторону герцога Людовика.
Людовик II был первым герцогом, который поселился в Бурбоне и занимался интересами своих подданных.

## Брак и дети
Жена: с 19 августа 1371 года Анна Овернская (1358—1417), графиня де Форе и дама де Меркер, дочь Беро II Великого, дофина Оверни и графа де Клермон. Дети:
- Екатерина (1378 — в млад.)
- Жан I (1381—1434), герцог де Бурбон с 1410, граф де Форе с 1417
- Изабелла (1384 — после 1451), монахиня в Пуасси, в 1400 году была помолвлена с Эриком Померанским, королём Норвегии, Дании и Швеции
- Людовик (1388—1404), сеньор де Божё

Кроме того, у Людовика было 5 незаконных детей:
- Гектор (1391—1414), сеньор де Рошефор и де Дампьер-ан-Шампань
- Персеваль (1402—1415)
- Пьер, шевалье
- Жак (ум. после 1422), монах-целестинец в 1422
- Жан (ум. после 1419), сеньор де Танри в 1419